# Cruzy-le-Châtel
 Cruzy-le-Châtel  es una comuna y población de Francia, en la región de Borgoña, departamento de Yonne, en el distrito de Avallon. Aunque es la cabecera del cantón homónimo, Tanlay la supera en población.
Su población en el censo de 1999 era de 269 habitantes.
Está integrada en la Communauté de communes du Tonnerrois .

## Demografía
| 437 | 423 | 351 | 281 | 274 | 269 |
| Para los censos de 1962 a 1999 la población legal corresponde a la población sin duplicidades (Fuente: INSEE [Consultar]) |     |     |     |     |     |